# Père et Maire
 (octobre 2022).
Père et Maire est une série télévisée française créée en 2001 par Christian Rauth et Daniel Rialet. Elle fut diffusée sur TF1 du 25 février 2002 au 30 novembre 2009 et rediffusée sur D8, sur NRJ 12, sur Gulli, sur RTL9 et sur Série Club depuis le 15 juin 2015.
Depuis le 22 novembre 2024, l'intégralité est diffusée sur la plateforme gratuite TF1+.

## Synopsis
Hugo Boski est le maire de Ville-Grand (toponyme fictif) tandis qu'Erwan Vernoux est le curé de la paroisse. Ils sont meilleurs amis depuis les bancs de l'école mais leurs idées diffèrent. Cependant, même s’ils se disputent souvent, ils arrivent toujours à résoudre leurs problèmes. Leur adversaire commun est Richard Dacassin, directeur de la clinique Dacassin et ancien maire de Ville-Grand, battu aux élections (avant le début de la série) par Hugo et, lui aussi, camarade des deux compères depuis l'enfance.
En 2006, à la suite de la disparition brutale et tragique du Père Erwan, l'abbé Nicolas Janvier reprend la paroisse et essaie de continuer le travail de son prédécesseur. Pour accomplir sa nouvelle mission, il doit s'imposer auprès du maire (devenu inconsolable) comme un nouveau compagnon et affronter le lourd passé qu'il avait laissé à Ville-Grand.

## Distribution
| Statut                                | Personnages            | Interprètes         | Saisons                                 | Saisons                                 | Saisons                                 | Saisons                                 | Saisons                                 | Saisons                                 | Saisons                                 | Saisons                                 | Saisons                                 |
| Statut                                | Personnages            | Interprètes         | 1                                       | 2                                       | 3                                       | 4                                       | 5                                       | 6                                       | 7                                       | 8                                       | 9                                       |
| ------------------------------------- | ---------------------- | ------------------- | --------------------------------------- | --------------------------------------- | --------------------------------------- | --------------------------------------- | --------------------------------------- | --------------------------------------- | --------------------------------------- | --------------------------------------- | --------------------------------------- |
| Evêques                               | Père Erwan Vernoux (†) | Daniel Rialet (†)   | principal présent                       | principal présent                       | principal présent                       | principal présent                       | principal présent                       | décès puis mention                      | décès puis mention                      | décès puis mention                      | décès puis mention                      |
| Evêques                               | Père Nicolas Janvier   | Sébastien Knafo     | absent                                  | absent                                  | absent                                  | absent                                  | absent                                  | principal présent                       | principal présent                       | principal présent                       | principal présent                       |
| Evêques                               | Monseigneur            | Jean-Marie Cornille | récurrent                               | récurrent                               | récurrent                               | récurrent                               | récurrent                               | récurrent                               | récurrent                               | récurrent                               | récurrent                               |
| Maire                                 | Hugo Boski             | Christian Rauth     | principal présent dans toute la série   | principal présent dans toute la série   | principal présent dans toute la série   | principal présent dans toute la série   | principal présent dans toute la série   | principal présent dans toute la série   | principal présent dans toute la série   | principal présent dans toute la série   | principal présent dans toute la série   |
| Compagne du Maire                     | Diane Favenec          | Cécile Auclert      | principale présente dans toute la série | principale présente dans toute la série | principale présente dans toute la série | principale présente dans toute la série | principale présente dans toute la série | principale présente dans toute la série | principale présente dans toute la série | principale présente dans toute la série | principale présente dans toute la série |
| Secrétaire du Maire                   | Marie-France Caput     | Véronique Baylaucq  | principale présente                     | principale présente                     | principale présente                     | principale présente                     | principale présente                     | absente                                 | absente                                 | retour                                  | retour                                  |
| Secrétaire du Maire                   | Charlotte Meunier      | Amandine Chauveau   | absente                                 | absente                                 | absente                                 | absente                                 | absente                                 | secondaire présente                     | secondaire présente                     | absente                                 | absente                                 |
| Secrétaire de la Mairie               | Thibault Lehaut        | Didier Brice        | principal présent dans toute la série   | principal présent dans toute la série   | principal présent dans toute la série   | principal présent dans toute la série   | principal présent dans toute la série   | principal présent dans toute la série   | principal présent dans toute la série   | principal présent dans toute la série   | principal présent dans toute la série   |
| Commissaire de Police                 | Boniface Perret        | Gérard Hernandez    | principal présent dans toute la série   | principal présent dans toute la série   | principal présent dans toute la série   | principal présent dans toute la série   | principal présent dans toute la série   | principal présent dans toute la série   | principal présent dans toute la série   | principal présent dans toute la série   | principal présent dans toute la série   |
| Ancien Maire et Directeur de clinique | Richard Dacassin       | Thierry Heckendorn  | principal présent dans toute la série   | principal présent dans toute la série   | principal présent dans toute la série   | principal présent dans toute la série   | principal présent dans toute la série   | principal présent dans toute la série   | principal présent dans toute la série   | principal présent dans toute la série   | principal présent dans toute la série   |

- Christian Rauth : Hugo Boski, maire de Ville-Grand, ancien militant communiste
- Daniel Rialet : l'abbé Erwan Vernoux, curé de Ville-Grand, ami d'enfance d'Hugo (décédé épisode 17) (épisodes 1 à 16 - photo épisodes 17 et 21)
- Sébastien Knafo : l'abbé Nicolas Janvier, qui remplace Erwan après sa disparition dans un accident de voiture (en réalité, Daniel Rialet est décédé d'une crise cardiaque)  (épisodes 17 à 24)
- Cécile Auclert : Diane Favenec, compagne d'Hugo et gérante de l'Auberge de l'Ours, conseillère municipale, maire puis maire-adjointe
- Véronique Baylaucq : Marie-France Caput, secrétaire d'Hugo et fidèle paroissienne (épisodes 1 à 16 et 22 à 24)
- Amandine Chauveau : Charlotte Meunier, secrétaire d'Hugo après que Marie-France se soit retirée au couvent (épisodes 17 à 21)
- Didier Brice : Thibault Lehaut, secrétaire de mairie d'Hugo
- Thierry Heckendorn : Richard Dacassin, ancien maire de Droite, devenu conseiller d'opposition, et directeur de la clinique Dacassin
- Gérard Hernandez : Boniface Perret, commissaire de police de la ville qui doit toujours enquêter à 6 mois de la retraite
- Christian Van Tomme : Morel, policier sous les ordres du commissaire Perret
- Ginette Garcin : Madame Cotte (dite Mamie Cotte), qui a élevé Hugo, Erwan et Richard Dacassin durant leur enfance (épisodes 1 à 7)
- Jean-Marie Cornille : Monseigneur l'évêque (épisodes 5 à 24)
- Franck-Olivier Bonnet : Charles Gentiane, employé municipal, père de Nino
- Erik Maillet : Pilou Merlot, employé municipal

## Commentaires
Outre son côté comique, la série aborde plusieurs sujets de société comme le viol, le complot, l'homophobie, la grossophobie, la paternité, le divorce ou encore le licenciement.
On remarque un détail amusant au sujet du commissaire Perret. Il annonce à chaque épisode qu'il a 6 mois avant de partir en retraite alors que la série dura environ 7 ans.
L'épisode 5 n'a jamais été diffusé sur TF1, il a été diffusé sur La Une en Belgique puis en France sur D8 le 17 janvier 2015.
Du premier épisode jusqu'au quinzième, à la fin, l'ensemble des acteurs sont rassemblés en arrière-plan et scandent « On n'en a pas fini avec eux ». Or, dans le seizième et dernier épisode avec Daniel Rialet, il est curieux de constater que ce n'est pas le cas. C'est le Père Erwan (Daniel Rialet) qui s'adresse à Hugo et lui dit « J'en ai pas fini avec toi ».
Un nouveau personnage incarné par Sébastien Knafo fait alors son apparition à partir de la sixième saison. Il joue le rôle de Nicolas Janvier, un jeune abbé qui a eu une enfance très tourmentée à Ville-Grand. Et l'on peut constater que, bien qu'il soit devenu Abbé, tout le monde le tutoie, alors que lui, vouvoie tout le monde. Cependant, depuis l'épisode 22 Nicolas tutoie Hugo. Toutefois, depuis la sixième saison, la série fait continuellement référence au père Erwan Vernoux (alias Daniel Rialet) dans diverses scènes.
Tout au long de la série, une rivalité existe entre Hugo Boski et Richard Dacassin, mais si l'on y regarde de plus près, on sent qu'une certaine amitié existe entre les deux protagonistes. Pour preuve dans le dernier épisode, après les élections, Nicolas Janvier est élu et cède sa place à Hugo Boski, des gens ne sont pas d'accord, et, c'est Dacassin adversaire de Nicolas qui prend sa défense. La remarque de Dacassin : « Enfin on va pouvoir s'engueuler entre amis » (ses dernières paroles dans la série). De plus, dans un épisode où Hugo doit garder Zizi, le chihuahua de la femme du Préfet, il fait soigner le chien chez Dacassin en lui faisant confiance.
Père et Maire a été tournée dans la ville de Vendôme dans le Loir-et-Cher jusqu'en 2003. L'église que l'on voit dans la série est l'abbaye de la Trinité. L'auberge, quant à elle, est le « Manoir de la Forêt » situé à La Ville-aux-Clercs.
Depuis 2004, la série se tourne intégralement à Angoulême (les scènes de la mairie), Saint-Yrieix-sur-Charente (studio AREDI) et Bassac. L'Auberge de l'ours, le restaurant de la femme du maire, est situé en réalité dans un château près d'Angoulême à Magnac-sur-Touvre en Charente.
Dans quelques épisodes, le thème de la comptine anglo-saxonne This Old Man (en) régulièrement entendu dans la série américaine Columbo est également joué comme un clin d'œil au lieutenant de la police de Los Angeles, notamment à l'égard du commissaire Perret.
On peut y voir aussi un hommage à Don Camillo rendu célèbre par Fernandel, la série à de nombreux points communs avec la saga cinématographique :
- les disputes entre les curés et les maires communistes (ou anciens communistes) ;
- les maires et les curés se connaissent de longue date ;
- chacun œuvre à sa manière pour le bien-être des habitants de leurs villes.

Le père Emmanuel Gobilliard, évêque de Digne depuis 2022 (auxiliaire de Lyon entre 2016 et 2022), fut le conseiller religieux de la série alors qu'il était prêtre du diocèse du Puy-en-Velay,.